# チェルニーヒウのパンの配給列への攻撃
チェルニーヒウのパンの配給列への攻撃（チェルニーヒウのパンのはいきゅうれつへのこうげき）は、ロシアのウクライナ侵攻中の2022年3月16日に、ロシア軍がウクライナのチェルニーヒウへ行った攻撃。
ロシア軍の攻撃により配給を待つ市民14人が死亡した。

## 背景
ウクライナのチェルニーヒウ市は、ロシアのウクライナ侵攻が開始された2022年2月24日からロシア軍の攻撃を受け続けていた。チェルニーヒウの戦いにより多数の市民が亡くなり、3月3日にはロシア軍の爆撃により、47人が死亡した。3月4日、ロシア軍の第41諸兵科連合軍の司令官であるアンドレイ・スホベツキー少将が戦死し、ロシアのウクライナ侵攻で最初に戦死した将官になった。3月10日に包囲戦に突入し、3月31日にウクライナ軍が包囲を解かせるまで続いた。
戦闘が続き、多数の市民が死亡した。3月16日、チェルニーヒウ州知事のヴャチェスラフ・チャウスは、ロシア軍の攻撃により1日で56人が死亡したと発表した。

## 攻撃
事件については、チャウスとキーウのアメリカ大使館により発表された。ウクライナのテレビ番組で、チャウスは、自身が爆撃と称した攻撃は、砲撃が入って来たわけではなく、敵により市民が砲撃されたわけでもないと発言した。アメリカ大使館は、市民が撃たれて死亡したと発表した。ウクルインフォルムにより、14人が死亡したと報じられた。事件は10時頃（現地時間）に発生し、犠牲者は大口径砲による爆発で死亡した。市民は非武装であり、一部は生き延びたが警察により医療施設に搬送された。

## 反応
事件から4時間後、チェルニーヒウ地方検察庁が攻撃に関する訴訟を起こし、ウクライナ保安庁のチェルニーヒウ州支部もまた調査を開始した。